# Mindretalsregering
Mindretalsregering er en type regering, som består af et eller flere partier, som tilsammen ikke har et flertal af pladserne i parlamentet. En mindretalsregering er derved afhængig af et eller flere støttepartier.
For at kunne danne en mindretalsregering kræves, at flertallet i parlamentet ikke har manifesteret sit flertal under regeringsdannelsen – i Danmark efter kongerunden. Flertallet skal således acceptere, at et mindretal danner regering. Som oftest sker det dog blot ved passiv accept.
Mindretalsregeringer vil som oftest arbejde med et fast eller nogenlunde fast parlamentarisk grundlag bestående af et eller flere støttepartier, som sammen med regeringen udgør et flertal af mandaterne i parlamentet. Støttepartierne har ofte en del magt i forhold til regeringen, idet de til enhver tid kan stemme sammen med oppositionspartierne og dermed bringe regeringen i mindretal, ligesom de også kan vælte mindretalsregeringen.
I et politisk system som det danske, hvor der er mange politiske partier, har man næsten udelukkende mindretalsregeringer. VK-regeringen som gik af som følge af Folketingsvalget i 2011 er et eksempel, idet den kun havde 70 mandater bag sig, men var afhængig af Dansk Folkepartis 24 mandater for at mønstre et flertal.